# Joseph-Émile Millochau
Joseph-Émile Millochau, ou Millocheau, né le 18 novembre 1856 à Paris où il est mort le 28 mars 1934, est un peintre français.

## Biographie
Joseph-Émile Millochau est le fils de Joseph-Émile Millochau, négociant en vins, et de Joséphine Arsène Godde
. 
Élève d'Alexandre Cabanel et d'Augustin Feyen-Perrin, il expose à partir de 1879 et concourt pour le prix de Rome en 1883 et 1886.
Il épouse Marie Mélanie Pavare en 1887. 
Il meurt à son domicile parisien de la rue Clairaut à l'âge de 77 ans
.